# Чепик, Роман Сергеевич
Роман Сергеевич Чепик (род. 18 сентября 1995, Шадринск, Курганская область) — российский тяжелоатлет. Трёхкратный чемпион России 2020, 2021 и 2023 годов. Мастер спорта России международного класса (2021). Установил 15 рекордов России. 

## Биография
Роман Сергеевич Чепик родился 18 сентября 1995 года в городе Шадринске Курганской области.
С 9 лет занимается тяжёлой атлетикой, был победителем на шадринских городских соревнованиях, затем на Курганских областных соревнованиях.
Живёт в городе Щёлково Московской области, тренируется спортивной школе олимпийского резерва «Юность Москвы» по тяжёлой атлетике.
В 2019 году на чемпионате России в категории до 89 кг завоевал серебряную медаль с общим весом по сумме двух упражнений — 345 кг. Через год в столице Чеченской Республики в категории до 89 килограммов стал чемпионом, показав результат — 357 кг по сумме двух упражнений.
В феврале 2021 года стал победителем кубка России по тяжелой атлетике в весовой категории до 89 кг. и  установил сразу три новых рекорда России для данной весовой категории: в упражнении «рывок» — 164 кг, в упражнении «толчок» — 200 кг и в сумме двоеборья — 364 кг.
Весной 2021 года Роман выступил на чемпионате Европы по тяжёлой атлетике, который состоялся в Москве. В категории до 89 кг в упражнении толчок, с результатом 198 килограммов завоевал малую бронзовую медаль. В итоговом протоколе он расположился на четвёртом месте. 
В 2021 году на чемпионате России, который состоялся в Ханты-Мансийске, Роман повторил свой золотой успех, став двукратным чемпионом страны. Его результат на этом турнире составил 361 кг. 
В 2022 году на чемпионате страны, который состоялся в Хабаровске, в весовой категории до 89 кг, Чепик завоевал серебряную медаль, показав результат по сумме двух упражнений 356 килограммов.
На чемпионате России по тяжёлой атлетике 2023 года, который состоялся в Новом Уренгое, Роман стал трёхкратным чемпионом России, установив два рекорда: в рывке и по сумме двух упражнений. Общий вес на штанге был зафиксирован - 365 килограммов.
В июле 2024 года на национальном чемпионате в Новосибирске в категории до 89 кг завоевал серебряную медаль с результатом 336 кг по сумме двух упражнений. 

## Награды и звания
- Мастер спорта России международного класса, 28 июля 2021 года[7]
- Мастер спорта России, 8 июня 2015 года[8]

## Основные результаты
| Год  | Соревнования     | Место проведения | Весовая категория | Рывок, кг | Толчок, кг | Сумма, кг | Место |
| ---- | ---------------- | ---------------- | ----------------- | --------- | ---------- | --------- | ----- |
| 2019 | Чемпионат России | Новосибирск      | до 89 кг          | 155       | 190        | 345       | 2     |
| 2020 | Чемпионат России | Грозный          | до 89 кг          | 162       | 195        | 357       | 1     |
| 2021 | Чемпионат России | Ханты-Мансийск   | до 89 кг          | 165       | 196        | 361       | 1     |
| 2022 | Чемпионат России | Хабаровск        | до 89 кг          | 164       | 192        | 356       | 2     |
| 2023 | Чемпионат России | Новый Уренгой    | до 89 кг          | 168       | 197        | 365       | 1     |
| 2024 | Чемпионат России | Новосибирск      | до 89 кг          | 153       | 183        | 336       | 2     |

## Семья
Роман Чепик женат.